# Lynn Cohen
Lynn Cohen (10. srpna 1933 Kansas City, Missouri, USA – 14. února 2020 New York, New York) byla americká herečka.
Mezi její známé role patřilo ztvárnění Magdy v HBO seriálu Sex ve městě a ve stejnojmenném filmu z roku 2008. Mimo to rovněž ztvárnila soudkyni Elizabeth Mizener v televizním seriálu Zákon a pořádek a hrála v řadě filmů, jmenovitě například Mnichov (2005), Vanya on 42nd Street (1994), Synecdoche, New York (2008) a Oko dravce (2008).

## Filmografie
- Tajemná vražda na Manhattanu (1993)
- Vanya on 42nd Street (1994)
- Řeči, řeči... (1996)
- Střelila jsem Andyho Warhola (1996)
- Everything Relative (1996)
- My Divorce (1997)
- Hurricane (1997)
- Pozor na Harryho (1997)
- Once We Were Strangers (1997)
- Meschugge (1998)
- Cradle Will Rock (1999)
- Spěchej dál (2000)
- Ten Hundred Kings (2000)
- The Jimmy Show (2001)
- Fishing (2002)
- Hi-Yah! (2002)
- Přednosta (2003)
- Evergreen (2004)
- Last CallLast Call (2004)
- The Last Days of Leni Riefenstahl (2005)
- While the Widow Is Away (2005)
- Mnichov (2005)
- Invincible (2006)
- Hořká krajina (2006)
- Opilí slávou (2006)
- The Summoning of Everyman (2007)
- Ablution (2007)
- Then She Found Me (2007)
- Podvod (2008)
- Sex ve městě (2008) – film
- Synecdoche, New York (2008)
- Where Is Joel Baum? (2008)
- Eavesdrop (2008)
- Oko dravce (2008)
- Staten Island (2009)
- Patty Hewes – nebezpečná advokátka' (2009), (objeví se ve dvou epizodách)
- Sestřička Jackie (2009)
- A Little Help (2010)
- Sex ve městě 2 (2010)
- Hunger Games: Vražedná pomsta (2013)